# از اي لاي دايينغ

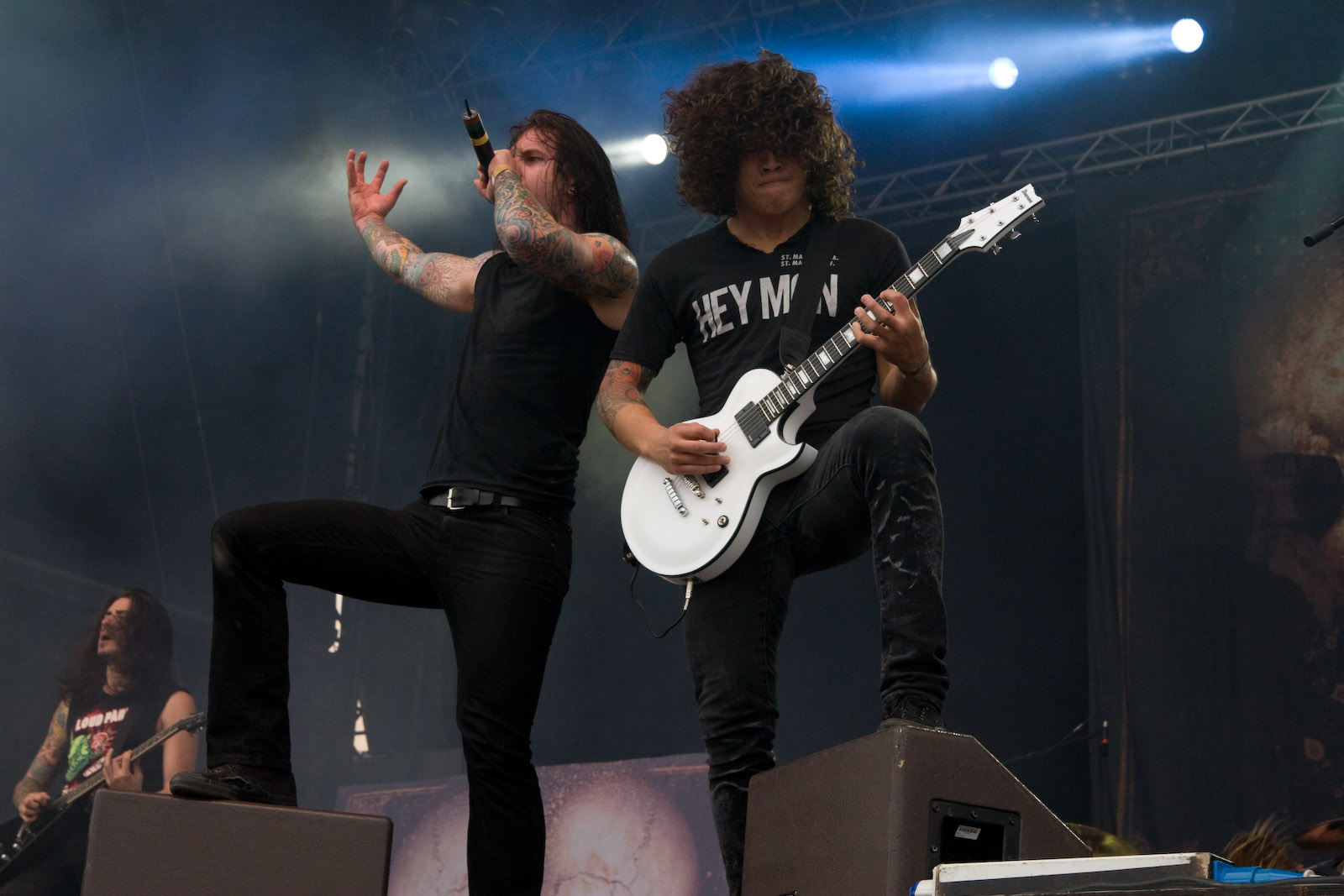

اسم الفرقة: As I Lay Dying از اي لاي دايينغ
نمط الفرقة: Metalcore ميتل كور
معلومات عن الفرقة:
As I Lay Dying فرقة ميتل كور من اميركا من مدينة سان دييغو الواقعة في ولاية كاليفورنيا.
تأسست الفرقة سنة 2000 من قبل مغني الفرقة Tim Lambesis... واطلقت الفرقة 5 البومات (الالبوم الأول من شركة Pluto Records والاربعة البقية من شركة Metal Blade Records).. والبوم split album والبوم compilation album وعندن DVD اسمو This Is Who We Are (2009) إلى الآن.
بعد مغادرة Tim Lambesis فرقة Society's Finest يلي كان عازف فيها... اسس فرقة As I Lay Dying وصار هوه المغني فيها.. مع عازف الدرامر Jordan Mancino وبلشو هوه وياه كثنائي.. بعد أن اجتمعو كفرقة في شهر شباط سنة 2001... هاد يعني انو ما تشكل تراصف (Line-up) الفرقة لل 2001
..
اسم الفرقة ماخوذ من رواية تحمل نفس الاسم.. للروائي وكاتب القصص القصيرة William Faulkner.. بالرغم من انو ما في ارتباط بين موضوع الفرقة الرئيسي وموضوع الرواية.. يعني بس هيك الاسم عجبن...
شركة التسجيل Pluto اظهرت اهتمامها بالفرقة وقدمتلن عرض تسجيل... وبعد قبول العرض بشهر واحد دخلت الفرقة الاستديو وسجلت أول البوم الن... يلي بيحمل اسم Beneath the Encasing of Ashes, حيث أطلق هالالبوم بشهر حزيران سنة 2001.
وفي سنة 2002 سجلت الفرقة 5 اغاني ل split album عن طريق نفس شركة التسجيل Pluto... وسجلو هالالبوم مع فرقة الهيفي ميتل American Tragedy يلي جاية من سان دييغو كمان.
بعد فترة فرقة As I Lay Dying ادركت انن بحاجة ل توسيع الفرقة.. حيث صار عددن 5 أعضاء... ليتضمن عازف غيتار اخر وعازف بيسست.. حيث علق الدرامر Jordan Mancino على هالموضوع «بدأنا بالذهاب في جولات وبشكل واضح نحنا نحتاج إلى أعضاء في الفرقة اكتر من قبل»
ومنذ ذاك الوقت الفرقة ما عندها أعضاء (solid) دائمين ب الفرقة بجانب Tim Lambesis و Jordan Mancino...
ولهذا صارت توظف اصدقائهم للأداء معهم بالاغاني طبعا.. ولهذا صار في عدة تغيرات في تراصف الفرقة..(حيث البيسست Noah Chase انفصل عن الفرقة سنة 2001.. وكمان Brandon Hayes وبديله اللاحق Aaron Kennedy انفصلو عن الفرقة سنة 2003)... وطبعا ذهب هالاعضاء -يلي ذكرناهن قبل شوية- مباشرة بعد تشكيل فرقة The Tokyo Smash يلي هيه فرقة محلية في Tulsa, Oklahoma. :ugeek:
..
Christian faith الأيمان المسيحي:
الفرقة صرحت ب اكتر من مناسبة بأن كل أعضاء الفرقة مسيحيين، بس بالرغم من هالشي ما تصنفو على انن فرقة مسيحية.. وعندما سأل إذا هم فرقة مسيحية أو مسيحيون في فرقة !!.. جاوبهم Tim Lambesis على هالاسئلة يلي كانت تجيهم من هالنوع:
«لست متاكد ماهو الاختلاف بين 5 مسحيين يعزفون بفرقة وو فرقة مسيحية. إذا كنت تأمن بشيء حقا فيجب ان يؤثر على كلشي في حياتك..كل واحد منا مسيحي.. انا أؤمن بأن التغيير يجب ان يبدأ مني اولا، وكنتيجة لذلك، كلمات الاغاني خاصتنا لا تتصادف كثيرا بأن تكون (موعظة).. العديد من اغانينا تدور حول الحياة، الكفاح، الأخطاء، العلاقات، وقضايا أخرى لا تنسجم كثيرا مع الصنف الروحي. على كل حال.. كل هذه المواضيع مكتوبة من خلال وجهة نظري كمسيحي».
..
الجوائز: سنة 2007 As I Lay Dying ربحت جائزة Ultimate Metal God من MTV2 في السنوية الأولى...
واخدو جائزة Artist of the Year سنة 2008 في جوائز موسيقى سان دييغو..
و جائزة غرامي لاغنية Nothing Left سنة 2008.
..
أعضاء الفرقة:
الحاليين:
Tim Lambesis – lead vocals (2001–present)
Jordan Mancino – drums, (2001–present)
Phil Sgrosso – rhythm guitar (2003–present)
Nick Hipa – lead guitar (2004–present)
Josh Gilbert – bass guitar, clean vocals (2007–present
)
السابقين Former:
Clint Norris – bass, clean vocals (2003–2006)
Aaron Kennedy – bass (2003)
Noah Chase – bass (2001–2002)
Evan White – lead guitar (2001–2002, 2003)
Tommy Garcia – lead guitar (2002–2003)
Jasun Krebs – rhythm guitar (2003
)
البديلين في الجولات Touring substitutes:
Justin Foley – drums (2009)[33]
Aaron Newberry – bass (2007)
Brandon Hays – bass (2002–2003)
Chris Lindstrom – rhythm guitar (2003–2004)
Chad Ackerman – rhythm guitar (2002)
Session musicians
Brandon Young (drums on the song "When This World Fades")
Tommy Garcia (appeared at least once on every record to date)
مجموعة الفرقة:
الالبوم الأول سنة 2001 :
Beneath The Encasing Of Ashes
الالبوم التاني سنة 2003 :
As I Lay dying - Frail Words Collapse
الالبوم الثالث سنة 2005 :
As I Lay Dying - Shadows Are Security
الالبوم الرابع سنة 2007 :
As I Lay Dying - An Ocean Between Us
الالبوم الخامس سنة 2010 :
As I Lay Dying - The Powerless Rise
البوم ال Split سنة 2002 :
As I Lay Dying - American Tragedy
Split album : هوه البوم يحوي عدة اغاني (حسب الرغبة:lol:) لعدة فرق منفصلة عن بعضها - يمكن تكون فرقتين ويمكن يكون اكتر -..هالاغاني يلي ب الالبوم بتكون من نفس الطبيعة (لحن ليركس الخ)..
الفديو كليب:
As I Lay Dying - 94 Hours
As I Lay Dying - Forever (Live)
As I Lay Dying - Confined (alternative version)
As I Lay Dying - Confined
As I Lay Dying - The Darkest Nights
As I Lay Dying - Through Struggle
As I Lay Dying - Nothing Left
As I Lay Dying - The Sound of Truth
As I Lay Dying - Within Destruction
As I Lay Dying - I Never Wanted (Live)
As I Lay Dying - Parallels
As I Lay Dying - Anodyne Sea
I Lay Dying (band) ‏

## وصلات خارجية
- از اي لاي دايينغ على موقع ميوزك برينز (الإنجليزية)
- از اي لاي دايينغ على موقع رولينغ ستون (الإنجليزية)
- از اي لاي دايينغ على موقع أول ميوزيك (الإنجليزية)
- از اي لاي دايينغ على موقع ديسكوغز (الإنجليزية)